# Dux Valeriae ripensis
Il Dux Valeriae ripensis era il comandante delle truppe dell'esercito romano stanziate nella provincia della Pannonia Valeria, anche detta Valeria ripensis, e facenti parte dell'armata imperiale del Numerus intra Illyricum. Suo diretto superiore era al tempo della Notitia dignitatum (nel 400 circa), il comes Illyrici, che a sua volta dipendeva dal magister peditum praesentalis per le unità di fanteria, e dal magister equitum praesentalis per quelle di cavalleria. Nel 374 la carica passò da Equizio a Marcelliano.

## Elenco unità
Era a capo di 19 unità (o distaccamenti) di fanteria, 22 di cavalleria e 5 flotte, come risulterebbe dalla Notitia dignitatum:
legioni di limitanei:
- Praefectus legio I Adiutrix a Bregtione; Praefectus legio II Adiutrix, ad Aliscae, Florentiae, Acinco, a Transiacinco, nel forte di fronte a Tautantum, a Cirpi ed a Lussonio;[3]

altre unità di fanteria:
- Auxilia Herculensia, Ad Herculem; Auxilia Ursarensia, Ad Statuas; Auxilia vigilum, di fronte ad Acinco in barbarico; Auxilia Fortensia, Cirpe; Auxilia insidiatorum, Cardabiaca;[3]
- Tribunus cohortis, Vincentiae; Tribunus cohortis, quadriborgio; Tribunus cohortis, Iovia; Tribunus cohortis, ad burgum Centenarium; Tribunus cohortis, Alesacae; Tribunus cohortis, Marinanae;[3]
- Cuneus equitum scutatorum, Solve; Cuneus equitum Dalmatarum, Intercisa; Cuneus equitum Constantianorum, Lusionio ora Intercisa; Cuneus equitum stablesianorum, Ripa Alta, ora Conradcuha; Cuneus equitum Fortensium, Altino;[3]
- Equites Dalmatae, Odiabo; Equites promoti, Crumero; Equites Mauri, Solva; Equites Dalmatae, Ad Herculem; Equites Dalmatae, Cirpi; Equites Dalmatae, Constantiae; Equites Dalmatae, Campona; Equites promoti, Matrice; Equites Dalmatae, Vetusalinae; Equites sagittarii, Intercisa; Equites Dalmatae, Adnamantia; Equites Dalmatae, Lussonio; Equites Dalmatae, Ripa Alta; Equites Dalmatae, Ad Statuas; Equites Dalmatae, Florentiae; Equites sagittarii, Altino, ora nel burgus di fronte a Florentiam; Equites Flavianenses, Ad Militare;[3]
- Praefectus classis Histricae, a Florentiae.[3]